# Satyrus peas
Satyrus peas är en fjärilsart som beskrevs av Jacob Hübner 1798. Satyrus peas ingår i släktet Satyrus och familjen praktfjärilar. Inga underarter finns listade.